# Madurai
Madurai (Tamil: மதுரை Maturai [ˈmad̪ɯrɛi]; bis 1949 Madura) ist eine Stadt im südindischen Bundesstaat Tamil Nadu. Die Stadt, eine der ältesten Südasiens, liegt im Südwesten Tamil Nadus am Ufer des Flusses Vaigai und zählt heute etwa 1 Million Einwohner. Damit ist Madurai die drittgrößte Stadt des Bundesstaates. Die Stadt ist Verwaltungssitz des Distrikts Madurai.
Madurai ist eine der ältesten Städte Südindiens und kann auf eine über zweitausendjährige Geschichte zurückblicken. Zwischen dem 3. Jahrhundert v. Chr. und dem 4. Jahrhundert n. Chr. war Madurai die Hauptstadt des Pandya-Reiches, eines der ersten frühen Reiche Südindiens. Im 12. Jahrhundert erlebte das Pandya-Reich eine Renaissance. Später war Madurai Hauptstadt des kurzlebigen Sultanats Madurai und dann der Nayaks von Madurai. Hauptsehenswürdigkeit Madurais ist der Minakshi-Tempel, dessen hoch aufragende Gopurams (Tortürme) weithin sichtbar das Stadtbild Madurais dominieren. Der im Wesentlichen während der Nayak-Zeit im 15. bis 17. Jahrhundert erbaute Tempel ist ein herausragendes Beispiel für die dravidische Tempelarchitektur.

## Geografie

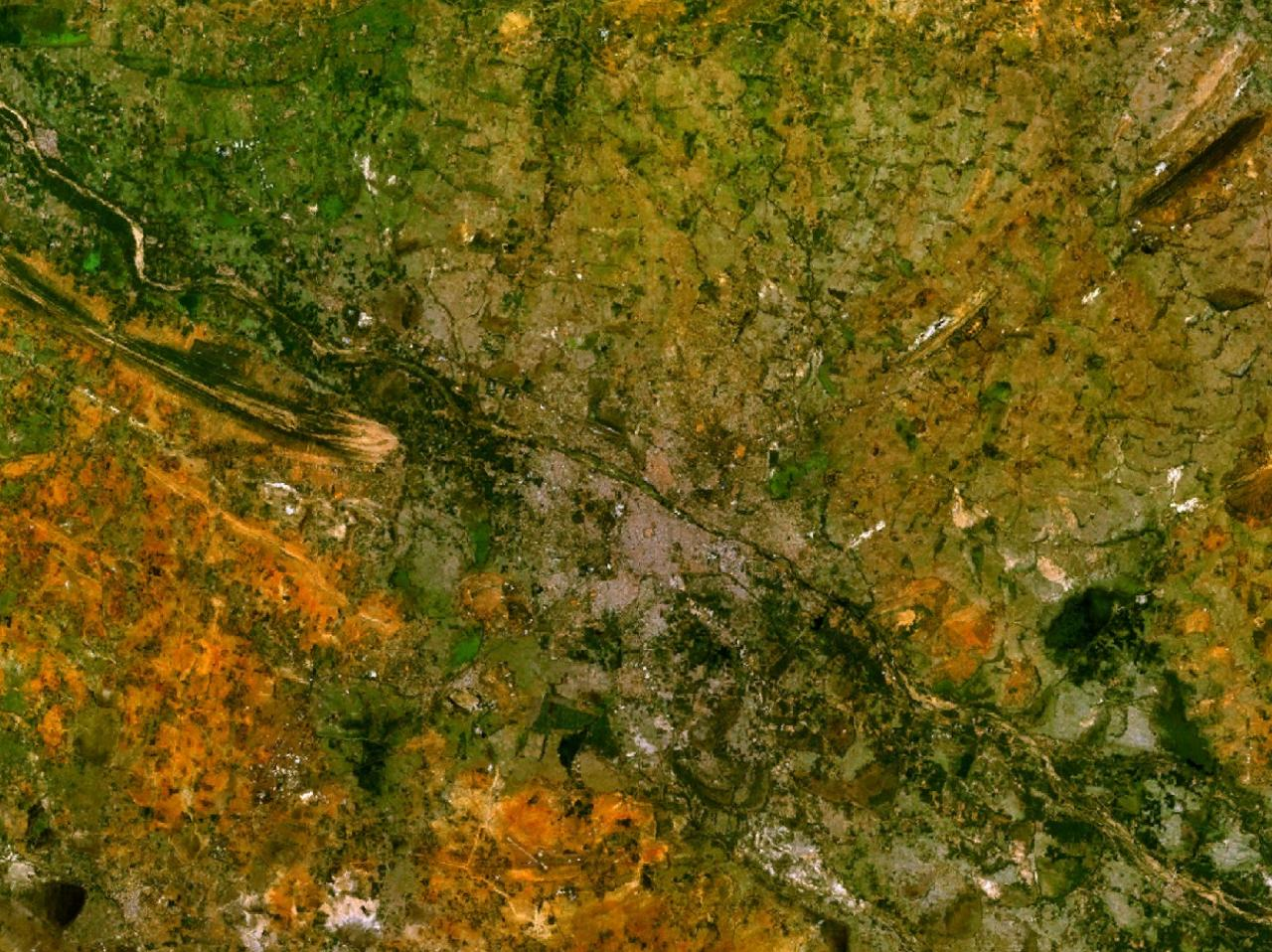
Satellitenbild Madurais

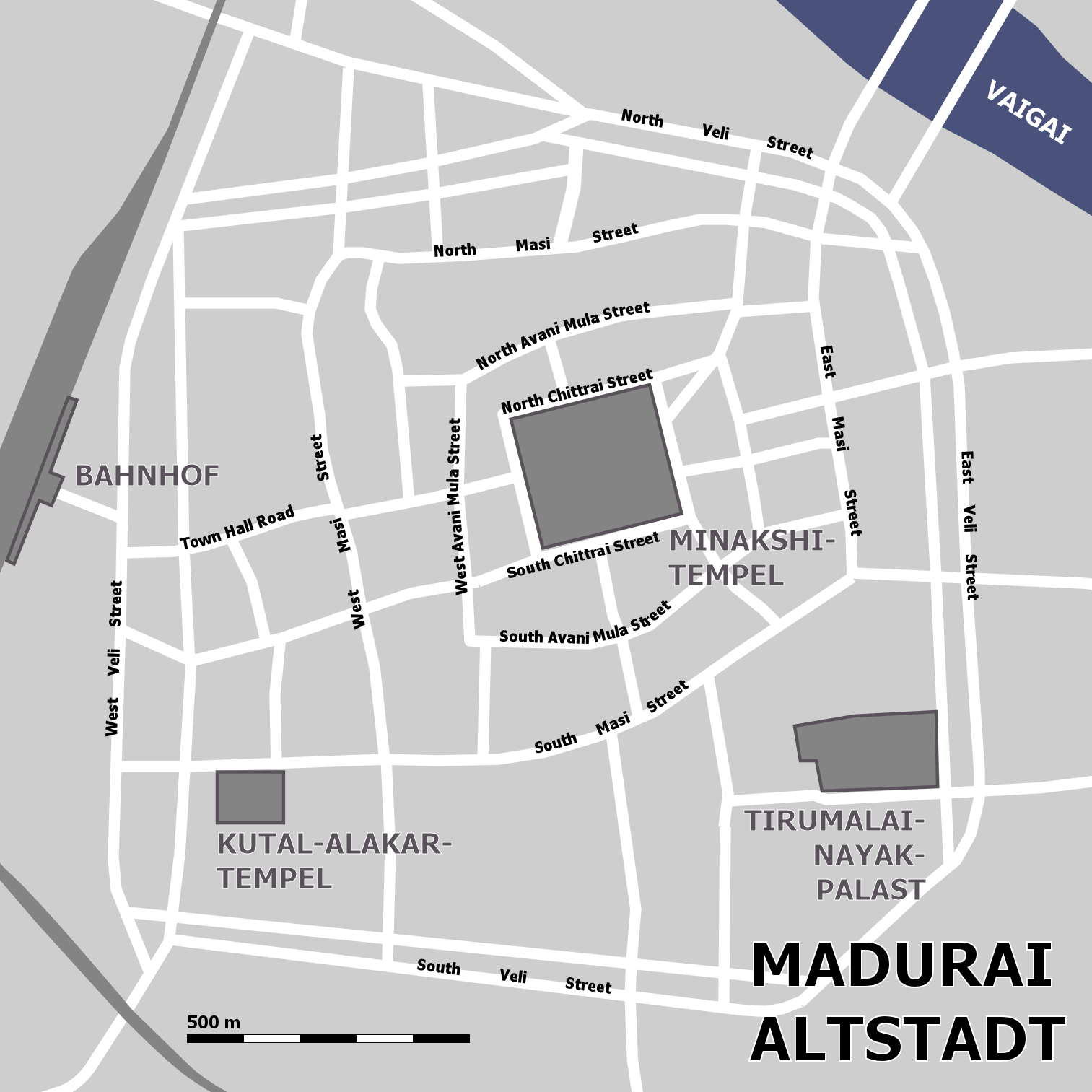
Plan der Altstadt von Madurai

|                       | Jan  | Feb  | Mär  | Apr  | Mai  | Jun  | Jul  | Aug  | Sep   | Okt   | Nov   | Dez  |   |       |
| Mittl. Tagesmax. (°C) | 30,6 | 33,0 | 35,6 | 36,9 | 37,6 | 36,8 | 36,0 | 35,8 | 34,9  | 32,8  | 30,4  | 29,7 | ⌀ | 34,2  |
| Mittl. Tagesmin. (°C) | 20,3 | 21,1 | 23,0 | 25,2 | 26,1 | 26,0 | 25,7 | 25,3 | 24,5  | 23,6  | 22,5  | 21,1 | ⌀ | 23,7  |
|                       |      |      |      |      |      |      |      |      |       |       |       |      |   |       |
| Niederschlag (mm)     | 14,1 | 9,4  | 15,6 | 53,2 | 76,7 | 41,2 | 56,2 | 86,6 | 119,9 | 182,0 | 145,8 | 56,6 | Σ | 857,3 |
|                       |      |      |      |      |      |      |      |      |       |       |       |      |   |       |
| Regentage (d)         | 1,7  | 1,5  | 1,9  | 4    | 4,3  | 2,6  | 3,7  | 6,8  | 8,6   | 11,7  | 8,5   | 5,6  | Σ | 60,9  |

| 20,3 |

| 21,1 |

| 23,0 |

| 25,2 |

| 26,1 |

| 26,0 |

| 25,7 |

| 25,3 |

| 24,5 |

| 23,6 |

| 22,5 |

| 21,1 |

| 20,3 |

| 21,1 |

| 23,0 |

| 25,2 |

| 26,1 |

| 26,0 |

| 25,7 |

| 25,3 |

| 24,5 |

| 23,6 |

| 22,5 |

| 21,1 |

### Lage
Madurai liegt im Süden Tamil Nadus rund 450 Kilometer südwestlich von Chennai (Madras), der Hauptstadt des Bundesstaates, und 250 Kilometer nördlich vom Kap Komorin, der Südspitze des Indischen Subkontinents. Die Stadt ist Verwaltungssitz des Distrikts Madurai. Madurai liegt in einer Ebene auf etwa 140 Metern über dem Meeresspiegel, umgeben von einzelnen schroffen Bergen, besonders markant ist der Elefantenkopfberg in ihrem Nordwesten. Durch die Stadt fließt der Vaigai-Fluss, der aber nur während der Regenzeit Wasser führt.

### Topografie
Die Stadtgemeinde Madurai (Madurai Corporation) hat eine Fläche von 148 Quadratkilometern. Madurai teilt sich in die Altstadt am südlichen und die während der Kolonialzeit entstandene Neustadt am nördlichen Ufer des Vaigai-Flusses. Der Minakshi-Tempel, Madurais wichtigste Sehenswürdigkeit, bildet buchstäblich den Mittelpunkt der Altstadt: Der Stadtgrundriss der Altstadt richtet sich mit mehreren konzentrischen Ringstraßen, die den Umrissen des Tempelkomplexes folgen, und axial auf die Gopurams (Tortürme) des Tempels zulaufenden Straßen nach dem Minakshi-Tempel. Die grob rechteckigen Ringstraßen Chittrai Street, Avani Mula Street und Masi Street sind nach Monaten des tamilischen Kalenders benannt. In dem jeweiligen Monat werden die Götterbilder aus dem Tempel in einer großen Prozession durch die entsprechende Straße gezogen. Die äußerste Ringstraße, Veli Street, wurde an der Stelle der Anfang des 19. Jahrhunderts zerstörten Stadtbefestigung gebaut. Mit seinem konzentrisch um den Minakshi-Tempel herum aufgebauten Stadtgrundriss verkörpert Madurai den Typus der klassischen südindischen Tempelstadt, wenn auch nicht in derselben Regelmäßigkeit wie etwa das Idealbeispiel Srirangam.
Der internationale Flughafen Madurai liegt etwas südlich der Stadt.

## Geschichte

### Erstes Pandya-Reich
Madurai ist mit einer über zweitausendjährigen Geschichte eine der ältesten Städte im Süden Indiens und gilt als Wiege der tamilischen Kultur. Daher trägt es den Beinamen „Athen des Ostens“. Die Ursprünge der Stadt liegen im Dunkeln. Die lokale Ortslegende leitet den Namen Madurai vom Sanskrit-Wort madhura („Nektar“) ab, wahrscheinlicher ist aber, dass eine Verbindung zur Stadt Mathura in Nordindien besteht. In den ersten vorchristlichen Jahrhunderten beherrschte die Pandya-Dynastie von Madurai aus eines der ersten frühen Reiche Südindiens. Der griechische Historiker Megasthenes, der im 3. Jahrhundert v. Chr. am Hofe des nordindischen Maurya-Herrschers Chandragupta weilte, berichtet in seiner Indike vom Pandya-Reich und dessen Hauptstadt Madurai. Auch im Sanskrit-Text Arthashastra des Kautilya (um 300 v. Chr.?) wird Madurai erwähnt. In der alttamilischen Sangam-Literatur (1. bis 6. Jahrhundert n. Chr.) hat Madurai eine prominente Rolle. Der Legende zufolge soll die Stadt Sitz einer Akademie (sangam) von Dichtern gewesen sein, die die Tamil-Dichtung pflegten. Unter den zahlreichen Erwähnungen Madurais in der Sangam-Literatur sticht das Maduraikkanchi hervor, das in 782 Versen lebendig das Stadtleben in Madurai beschreibt. Auch das Epos Silappadigaram spielt in Madurai.

### Zweites Pandya-Reich und Sultanat Madurai

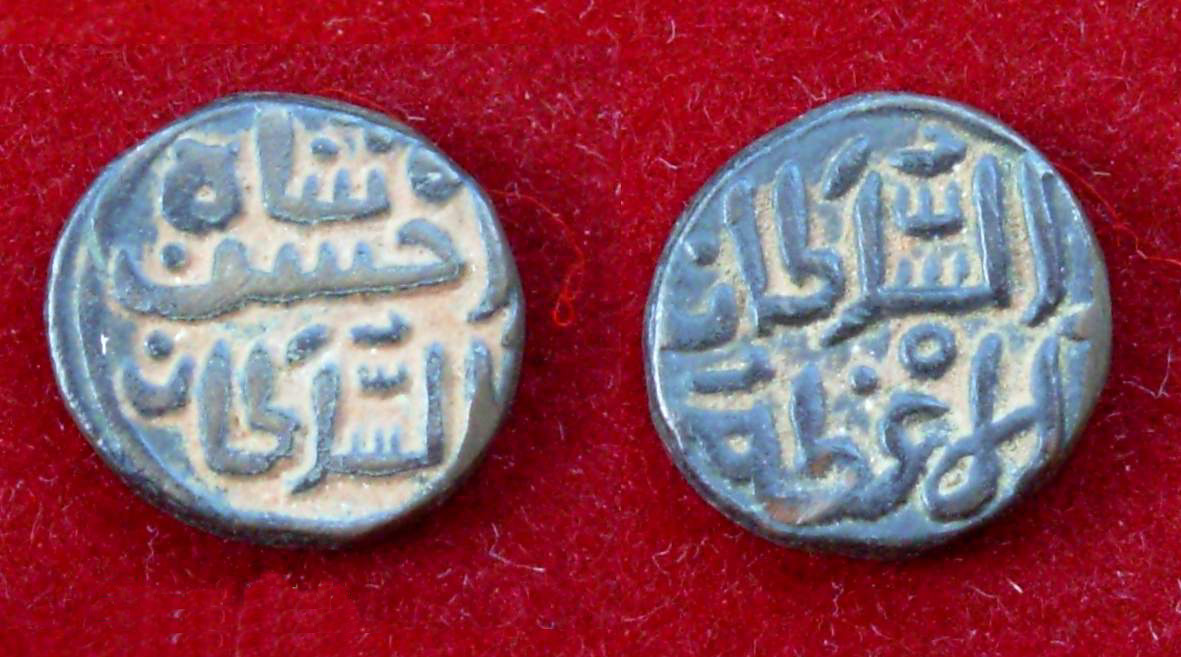
Münze Jalaluddin Ahsan Khans, des ersten Sultans von Madurai (1335–1339)

Das Eindringen der Kalabhra im 4. Jahrhundert n. Chr. beendete die Vormacht der Pandya, die von nun an nurmehr Vasallen anderer Herrscher waren. Ende des 12. Jahrhunderts gelang es den Pandyas aber, ihre Vormachtstellung wiederzuerlangen. 1279 besiegten die Pandya das zuvor beherrschende Chola-Reich und konnten ihr Reich bis zum Godavari und auf den Norden Sri Lankas erweitern.
Die Herrschaft der Pandya wurde bald darauf aber wieder gebrochen, als Malik Kafur, ein General Ala ud-Din Khaljis, 1310 einen Feldzug des Sultanats von Delhi nach Südindien führte und Madurai eroberte. 1334 ging aus der Provinz des Delhi-Sultanats das eigenständige Sultanat Madurai hervor. Die islamische Herrschaft über das Gebiet währte nur kurz: 1372 wurde das Sultanat vernichtend vom Hindu-Königreich Vijayanagar geschlagen, welches sich in der Folge zum mächtigsten Reich Südindiens entwickelte.

### Vijayanagar und Nayaks

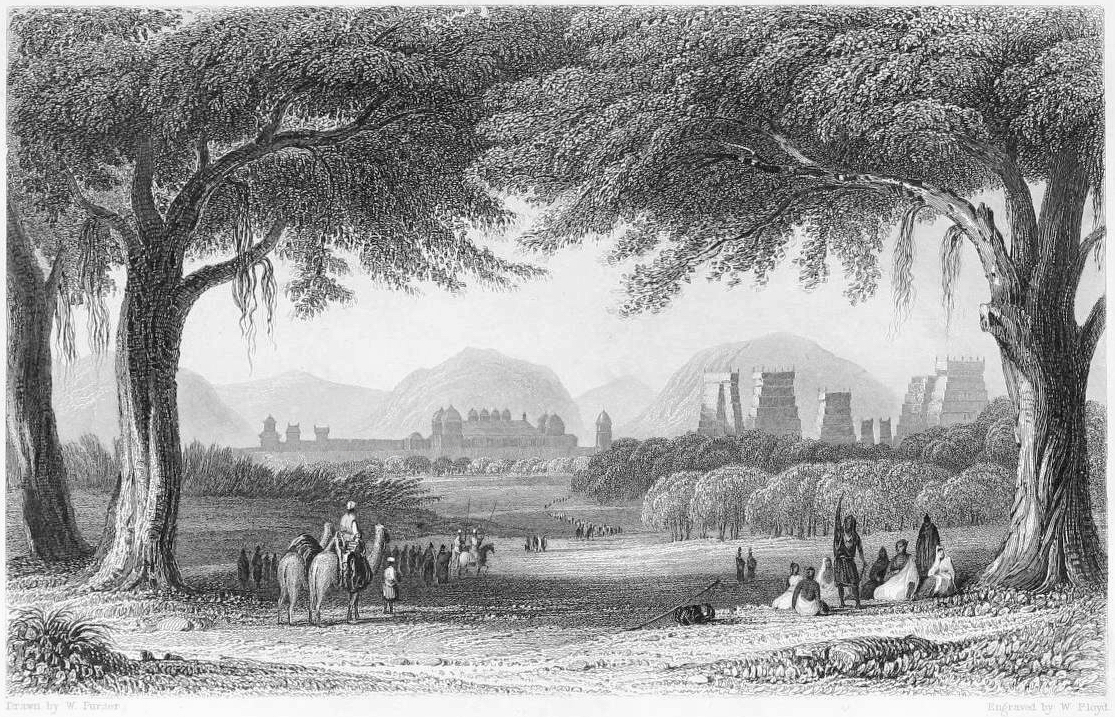
Robert Montgomery Martin: The Celebrated Hindoo Temples and Palace at Madura (um 1860)

Die Vijayanagar-Herrscher setzen in den verschiedenen Teilen ihres Reiches Militärstatthalter (Nayaks) ein, die sich nach dem Fall des Vijayanagar-Reichs im Jahr 1565 selbstständig machten. Die Nayaks von Madurai herrschten von Madurai und später von Tiruchirappalli (Trichinopoly) aus über die südlichen Teile des heutigen Tamil Nadus. Auf die Nayak-Zeit gehen die Erweiterung des Minakshi-Tempels und der Bau des Tirumalai-Nayak-Palastes zurück. Nach dem Tod des größten Nayak-Herrschers Tirumalai Nayak (1623–1659) destabilisierte sich die Herrschaft der Nayaks von Madurai zusehends, ehe sie 1736 endgültig unterging. Im Laufe des 18. Jahrhunderts wurde Madurai von den Nawabs von Arcot und den Marathen beherrscht, ehe es unter britischen Einfluss kam.

### Britische Kolonialzeit und Unabhängigkeit
1801 trat der Nawab von Arcot seine Besitzungen an die Briten ab. So wurde Madurai zu einem Teil Britisch-Indiens und wurde in deren Provinz Madras eingegliedert. Die Briten machten Madurai zur Distrikthauptstadt und erbauten auf der anderen Seite des Vaigai-Flusses die Neustadt (Cantonment). Nach der indischen Unabhängigkeit kam Madurai 1956 zum neugeformten Bundesstaat Madras der Indischen Union, der 1969 in Tamil Nadu umbenannt wurde.

## Bevölkerung

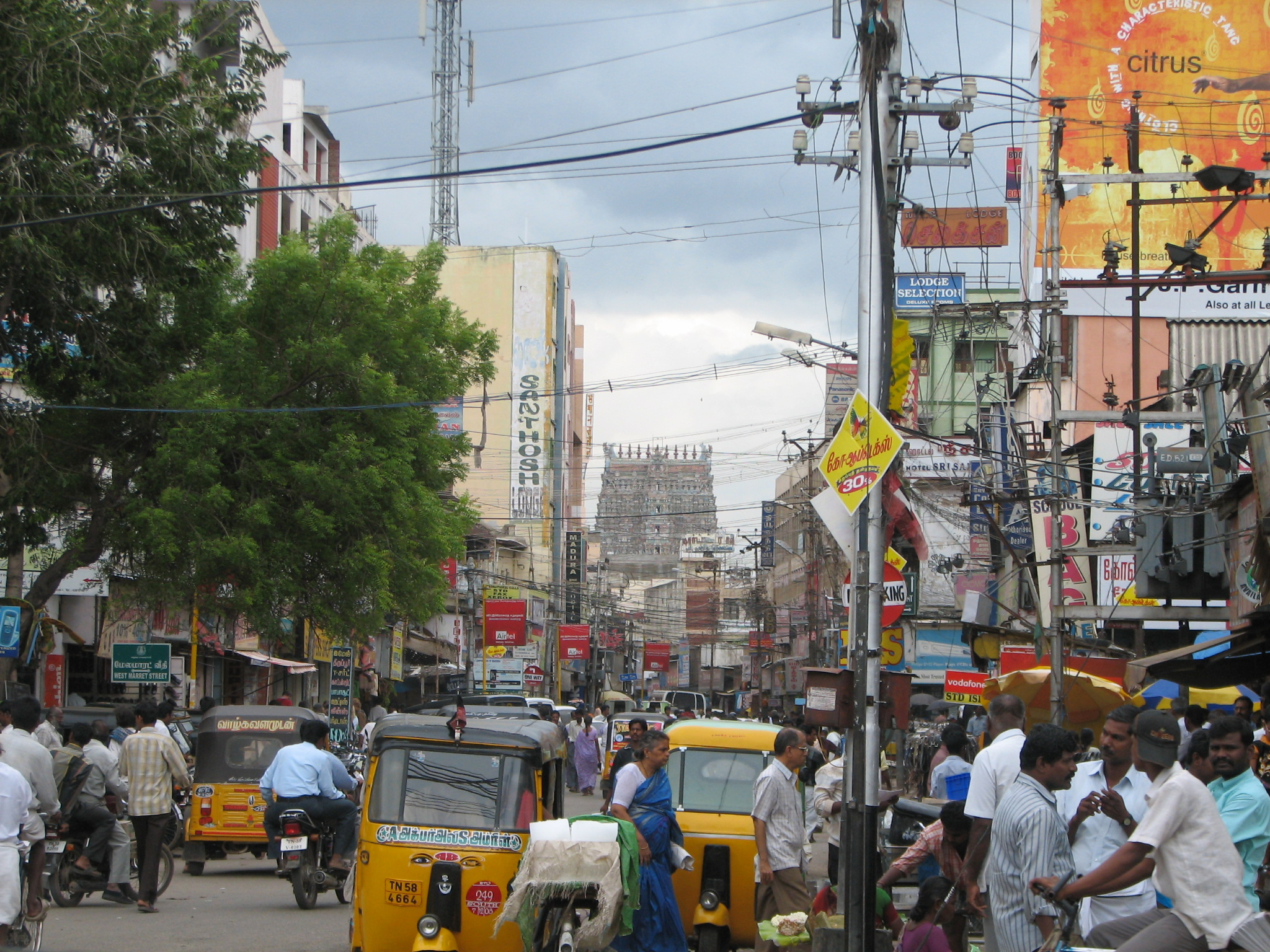
Straßenszene in Madurai, im Hintergrund der Minakshi-Tempel

Nach der Volkszählung 2011 hat Madurai 1.016.885 Einwohner. Damit ist Madurai nach der Hauptstadt Chennai und der Industriestadt Coimbatore die drittgrößte Stadt Tamil Nadus. In der Agglomeration Madurai, die über die administrativen Stadtgrenzen herausreicht, leben 1.462.420 Menschen.
Unter den Einwohnern Madurais stellen nach der Volkszählung 2011 Hindus mit 86 Prozent die Mehrheit. Daneben gibt es Minderheiten von Muslimen (9 Prozent) und Christen (5 Prozent). Madurai ist Sitz des römisch-katholischen Erzbistums Madurai sowie des Bistums Madurai-Ramnad der anglikanischen Church of South India.
Die Hauptsprache in Madurai ist wie in ganz Tamil Nadu das Tamilische. Nach der Volkszählung 2001 sprechen 91 Prozent der Einwohner Madurais Tamil als Muttersprache. Die größte sprachliche Minderheit sind die Sprecher des Saurashtri (5 Prozent der Stadtbevölkerung). Das Saurashtri ist eng mit der nordwestindischen Sprache Gujarati verwandt, seine Sprecher sind Angehörige der Weberkaste der Patnulkarar, die ursprünglich aus Gujarat eingewandert sind und heute in verschiedenen Städten Tamil Nadus siedeln. Außerdem leben in Madurai wie in anderen Orten Tamil Nadus seit der Vijayanagar-Zeit Telugu sprechende Kasten. Sprecher des Telugu machen etwa 2 Prozent der Einwohner der Stadt aus. Weitere 2 Prozent entfallen auf sonstige Sprachen.

## Kultur und Sehenswürdigkeiten

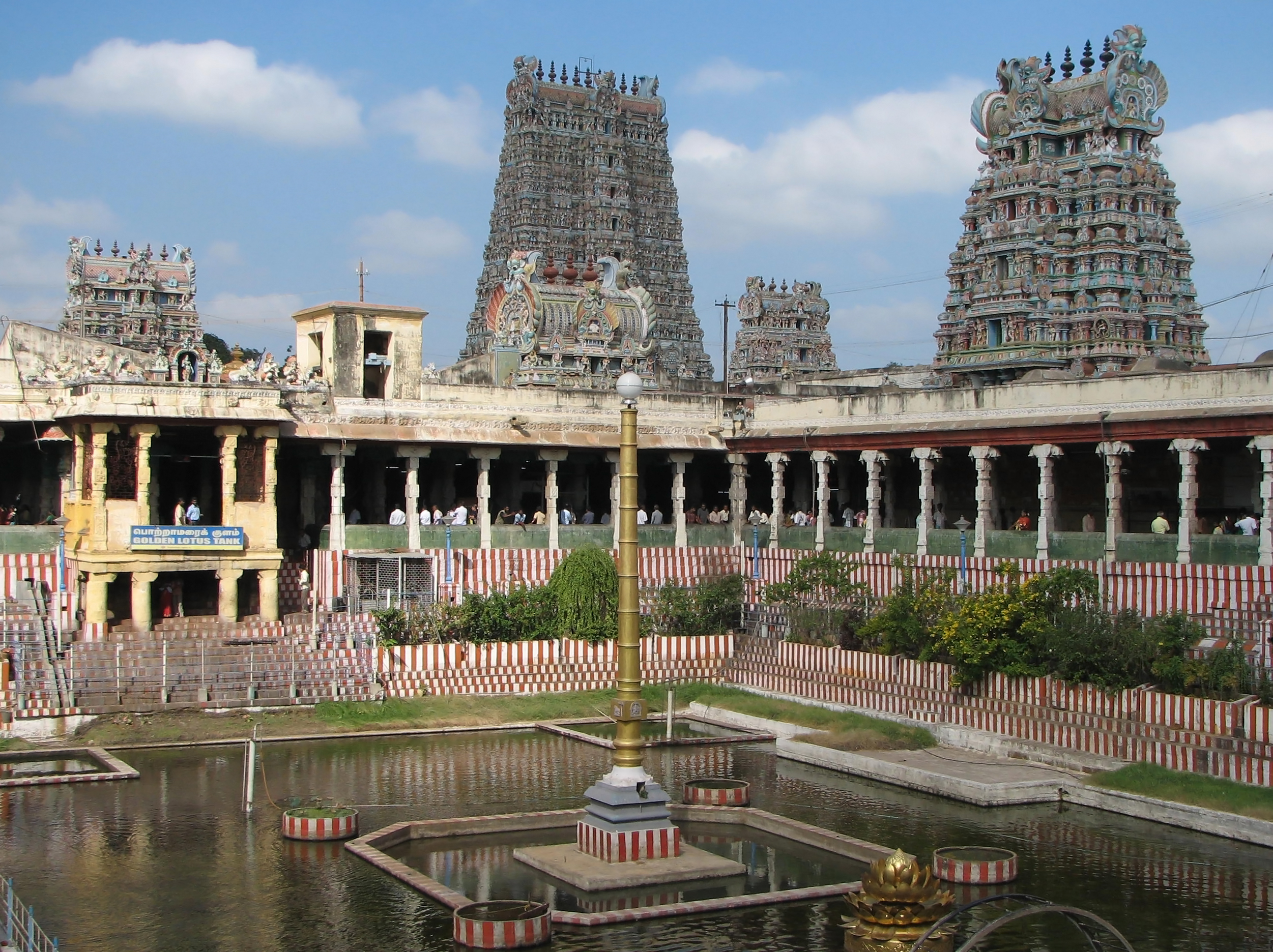
Im Inneren des Minakshi-Tempels

Hauptsehenswürdigkeit Madurais ist der hinduistische Minakshi-Tempel. Er ist Minakshi, einer lokalen Erscheinungsform der Göttin Parvati, und ihrem Gatten Sundareshvara (Shiva) geweiht, die dem Mythos zufolge in Madurai geheiratet haben sollen. Die ältesten Teile des Minakshi-Tempels stammen aus der Pandya-Zeit im 12.–13. Jahrhunderts, seine heutige Gestalt erhielt der Tempel im Wesentlichen während der Nayak-Herrschaft im 16.–17. Jahrhundert. Der Minakshi-Tempel gilt als Blüte des späten Dravida-Stils. Der mit über sechs Hektar weitläufige Tempelkomplex umfasst neben den Hauptschreinen zahlreiche weitere Bauelemente, darunter mehrere große Säulenhallen und einen Tempelteich. Die zwölf hoch aufragenden Gopurams (Tortürme) des Tempels sind mit üppigem und bunt bemaltem Figurenschmuck ausgestattet und beherrschen das Stadtbild Madurais.
Eine weitere Sehenswürdigkeit Madurais ist der Tirumalai-Nayak-Palast im östlichen Teil der Altstadt. Er wurde 1636 unter der Herrschaft des Nayak-Herrschers Tirumalai erbaut. Ursprünglich war der Palastkomplex wesentlich größer, heute sind noch die Haupt- und die Tanzhalle sowie der 75 × 52 Meter große Innenhof erhalten. Dennoch gehört er zu den bedeutendsten Beispielen für die südindische Palastarchitektur.
Madurai gehört dank des Minakshi-Tempels zu den touristischen Attraktionen Tamil Nadus. Im Jahr 2011 kamen 8,5 Millionen in- und ausländische Besucher in die Stadt.

## Söhne und Töchter der Stadt
- Rukmini Devi Arundale (1904–1986), Theosophin, Tänzerin und Politikerin
- Augustus De Morgan (1806–1871), britischer Mathematiker
- Madurai Mani Iyer (1912–1968), Sänger und Vertreter der Karnatischen Musik
- Mani Ratnam (* 1956), Regisseur
- M. S. Subbulakshmi (1916–2004), Sängerin
- Pichai Sundararajan (* 1972), CEO von Google
- Vadivelu (* 1960), Schauspieler
- Sivakumar Veerasamy (* 1971), Pflanzengenetiker
- Dhakshineswar Suresh (* 2000),  Tennisspieler